# Tenomerga gaolingziensis
Tenomerga gaolingziensis är en skalbaggsart som beskrevs av Ge och Yang 2004. Tenomerga gaolingziensis ingår i släktet Tenomerga och familjen Cupedidae. Inga underarter finns listade i Catalogue of Life.